# Ломакин, Александр Владимирович
Алекса́ндр Влади́мирович Лома́кин (14 февраля 1995, Москва) — российский футболист, полузащитник клуба «Оренбург».

## Биография
Воспитанник московского «Локомотива», где в 2013/14 стал лучшим бомбардиром молодёжного первенства — 16 голов в 30 матчах.
Дебютировал в составе «Енисея» 20 сентября 2014 года в матче ФНЛ против «Газовика». Летом 2015 был арендован клубом «Лейрия» (Португалия), где выступал в течение шести месяцев, по истечении которых вернулся в «Енисей». В декабре 2016 года заключил контракт с клубом «Урал» на 4,5 года.
За «Урал» практически не выступал, был в аренде в «Енисее», потом в воронежском «Факеле», и снова в «Енисее». В 2020 году подписал полноценный контракт с красноярской командой. 5 июля 2025 года стал игроком «Оренбурга».
Младший брат Алексей (2000—2018) выступал за молодёжную команду «Локомотива».

## Достижения
«Урал»
- Финалист Кубка России: 2016/17

«Енисей»
- Бронзовый призёр Лиги ФНЛ: 2017/18